# 那龙镇
那龙镇，是中华人民共和国广东省阳江市阳东区下辖的一个乡镇级行政单位。紧鄰大广海湾经济区。

## 行政区划
那龙镇下辖以下地区：
那龙社区、田畔社区、那龙村、那关村、西就村、和平村、那山村、龙胜村、那新村、那料村、垌尾村、九三村、历屯村、两安村、亨洞村、那甲村和那顿村。